# الظبر (فرع العدين)

تعديل مصدري - تعديل

الظبر محلة تابعة لقرية بني حميد، التابعة لعزلة الاخماس بمديرية فرع العدين إحدى مديريات محافظة إب في الجمهورية اليمنية، بلغ تعداد سكانها 38 حسب تعداد اليمن لعام 2004.